# Conchez-de-Béarn
Conchez-de-Béarn é uma comuna francesa na região administrativa da Nova Aquitânia, no departamento dos Pirenéus Atlânticos. Estende-se por uma área de 4,46 km². Em 2010 a comuna tinha 117 habitantes (densidade: 26,2 hab./km²).